# Henry Alexander Crabb
Henry Alexander Crabb (ur. ok. 1823, zm. 7 kwietnia 1857) – jeden z najsłynniejszych obok Williama Walkera piratów XIX wieku.

## Życiorys
Urodził się w około roku 1823 w zamożnej rodzinie w Nashville. Jego ojciec Henry Crabb był sędzią Sądu Najwyższego stanu Tennessee. W 1845 roku przyjęto go do palestry stanu Missisipi i otworzył praktykę adwokacką w Vicksburgu. W 1848 podczas politycznej sprzeczki zabił swojego oponenta. Choć wyrokiem sądu został uniewinniony, postanowił opuścić Vicksburg i przenieść się do Kalifornii, gdzie wkrótce został członkiem parlamentu stanowego. Po porażce w wyborach do senatu włączył się w działalność korsarską prowadzoną przez jego znajomego z Nashville - Wiliama Walkera. W 1857 roku postanowił zaatakować meksykański stan Sonora, wezwany na pomoc przez Igniacio Pesqueira – przywódcę jednej ze zwalczających się frakcji politycznych. Wyprawa zakończyła się klęską. Crabb z niewielką grupą ludzi został otoczony i zmuszony do poddania się. 7 kwietnia 1857 roku został stracony, a jego odciętą głowę wystawiono na widok publiczny.